# Грегорі Бенфорд
Грегорі Бенфорд (англ. Gregory Benford); 30 січня 1941, Мобіл, Алабама, США — американський астрофізик і письменник-фантаст. Професор кафедри фізики та астрономії Каліфорнійського університету в Ірвайні, де він викладає з 1971 року. Дійсний член Американського фізичного товариства. Редактор журналу «Reason». Здобув найбільшу популярність, як автор серії романів Galactic Center Saga. Має брата-близнюка Джеймса, який виступив співавтором кількох оповідань. Публічно підтримує кріоніки.

## Біографія
Грегорі Бенфорд народився 30 січня 1941 року в місті Мобіл, Алабама. Його батько був офіцером в армії США, і тому сім'я часто переїжджала з місця на місце. Період з 1949 по 1957 рік Бенфорд провів за кордоном: в Японії, ФРН і Мексиці. У 1963 році Бенфорд закінчив Оклахомський університет. У 1965 році здобув ступінь магістра наук в Каліфорнійському університеті в Сан-Дієго. У 1967 році в тому ж університеті захистив докторську дисертацію. У 1971 став заступником професора в Каліфорнійському університеті в Ірвайні, а в 1979 — професором.
Бенфорд проводить дослідження та експерименти з теорії турбулентності в плазмі, а також з астрофізики. Він опублікував понад сто робіт в галузі фізики конденсованих середовищ, фізики елементарних частинок, плазми та математичної фізики, і кілька робіт — з біологічної консервації.
Служив радником у Міністерстві енергетики США, в НАСА і був членом Ради з космічної політики при Білому домі. У 1995 році отримав премію Фонду Лорда за внесок в науку і її популяризацію.
Першим опублікованим літературним твором Бенфорда стала розповідь «Stand-In», що з'явився в 1965 році на сторінках журналу Magazine of Fantasy and Science Fiction. У 1969 році Бенфорд почав писати колонку для журналу Amazing Stories. Регулярно друкувався в фензін «Apparatchik».
Загалом за свою літературну кар'єру Бенфорд чотири рази номінувався на премію «Г'юго» (за два оповідання і два романи) і 12 разів — на премію «Неб'юла» (у всіх категоріях). Премію «Г'юго» Бенфорд отримав за роман «Якщо зірки є богами» («If the Stars are Gods», 1977), написаний ним у співавторстві з Гордоном Еклундом. У 1980 році його роман «Пейзаж часу» («Timescape») відзначений премією «Неб'юла» та «Джона Кемпбела» у номінації «найкращий роман».